# 2021 год в телевидении
Список «2021 год в телевидении» описывает события в мире телевидения, произошедшие в 2021 году.

## События

### Январь
- 1 января
  - Прекращение вещания российского регионального телеканала «Аскиз ТВ»[1].
  - Изменение графического оформления российского телеканала «Моя Планета»[2].
  - Прекращение вещания развлекательного телеканала «Мир Premium»[3].
  - Начало вещания новых молдавских телеканалов «Cinema 1» и «DTV»[4][5].
  - Прекращение вещания на территории России международной версии украинского телеканала «Интер+»[6].
- 14 января — Изменение логотипа и графического оформления российского телеканала «Продвижение»[7].
- 18 января — Прекращение вещания российского регионального телеканала Омска «Антенна-7»[8].
- 19 января — Прекращение вещания российского регионального телеканала Курска «ТВ-6»[9].

### Февраль
- 1 февраля
  - Ребрендинг российского развлекательного телеканала «Супер» в «Суббота!»[10]
  - Запуск компанией «Старт» для оператора «Триколор» спортивного телеканала «Спортивный»[11].
  - Прекращение аналогового эфирного вещания телеканала «Оренбургское региональное телевидение» на территории Оренбургской области, сохранив вещание на территории Оренбурга[12].
  - Переход рязанского регионального телеканала «ТКР» на вещание в стандарте высокой четкости (HD)[13].
- 2 февраля — Прекращение эфирного вещания трёх украинских информационных телеканалов «NewsOne», «ZIK» и «112 Украина»[14].
- 10 февраля — Начало вещания российского регионального телеканала «ЮВТ 24» на юго-восток Татарстана[15].
- 23 февраля — Начало вещания российского телеканала «Звезда Плюс»[16].
- 26 февраля — Перезапуск и отключение со спутника и в кабельных сетях украинского львовского регионального телеканала «Первый независимый», костяк которого составят руководство и сотрудники трёх закрытых телеканалов «112 Украина», «NewsOne» и «ZIK»[17].
- 27 февраля — Запуск компанией «Старт» для оператора «Триколор» спортивного телеканала «Футбольный»[18][19].
- 28 февраля— Прекращение вещания российского эротического телеканала «Ню арт ТВ»[20].

### Март
- 3 марта — Ликвидация «Белгородской телевизионной и радиовещательной компании».
- 4 марта — Ребрендинг российского развлекательно-познавательного телеканала «Эврика HD» в «Первый космический»[21].
- 12 марта — Начало вещания телеканалов «V1 Ego» и «V1 Fem», сетка вещания которых основана на блогерском контенте[22]
- 15 марта — Начало вещания в Республике Крым нового телеканала «Легендарный 24»[23].
- 21 марта — Начало вещания международного телеканала «Turkistan» из Казахстана для тюркоязычных стран[24].
- 22 марта — Начало вещания детского познавательно-развлекательного телеканала «Aqlvoy» в Узбекистане[25].

### Апрель
- 5 апреля — Переход российского телеканала «Мир сериала» на формат вещания 16:9[26].
- 7 апреля — Переход российского телеканала «Мужской» на вещание в стандарте высокой чёткости (HD)[27].
- 12 апреля
  - Начало вещания украинских телеканалов «Интер», «Интер+» «К1», «К2», «НТН», «Мега», «Enter-фильм», «Zoom» и «Пиксель» в стандарте высокой чёткости (HD)[28].
  - Изменение графического оформления городского телеканала Санкт-Петербурга «Санкт-Петербург» и начало его вещания в стандарте высокой чёткости (HD)[29].
- 15 апреля — Начало вещания брянского регионального телеканала «Брянск 24»[30]

### Май
- 1 мая — Прекращение вещания первого российского телеканала для женщин «ТДК (Телевизионный Дамский Клуб)» и начало вещания на его частоте медицинского телеканала «Мир здоровья» в формате телемагазина.[31]
- 11 мая — Ребрендинг развлекательно-познавательного телеканала «Морской» в «Моя стихия»[32].
- 14 мая — Приостановка вещания российского бизнес-телеканала «Рубль».[33]
- 30 мая — Начало вещания регионального телеканала на бурятском языке «Буряад ТВ» на территории Бурятии, Забайкальского края и Иркутской области[34].
- 31 мая
  - Переход российского фильмового телеканала «Любимое кино» на вещание в формате 16:9[35].
  - Изменение логотипа и графического оформления российского развлекательного телеканала «Мужской» и его переход на вещание в формате 16:9[35].
  - Начало вещания азербайджанских телеканалов «AzTV», «Mədəniyyət TV» и «İdman TV» в стандарте высокой чёткости (HD)[36].

### Июнь
- 1 июня
  - Прекращение вещания российской версии фильмового телеканала «Spike».[37]
  - Прекращение вещания азербайджанского телеканала «Lider TV[азерб.]»[38].
  - Прекращение вещания телеканала «Мир здоровья» после месяца вещания.[39]
  - Изменение логотипа и графического оформления сериального телеканала «Феникс плюс кино» и начало его вещания в стандарте высокой чёткости (HD)[40].
- 2 июня
  - Изменение логотипов и графического оформления развлекательного телеканала «360°» и информационного телеканала «360° Новости»[41].
  - Приостановка вещания российского развлекательного телеканала «Развлечение»[42].
- 24 июня —  Прекращение вещания телеканалов «Sony Channel», «Sony Sci-Fi» и «Sony Turbo» на территории России, Украины и стран СНГ и начало вещания на их частотах телеканалов «.red», «.sci-fi» и «.black» соответственно[43][44].
- 29 июня — Начало вещания развлекательного телеканала «Quadro», вещающего в формате сверхвысокой чёткости (4k).[45]

### Июль
- 16 июля — Начало вещания российского телеканала «Резонанс»[46].

### Август
- 1 августа — Ребрендинг телеканала «VH1» в «MTV 00s»[47][48].
- 2 августа — Изменение графического оформления российских телеканалов «FAN», «НСТ», «Русский детектив» и «Русский роман»[49].
- 3 августа — Изменение логотипа и графического оформления российской версии телеканала «Paramount Comedy»[50].
- 16 августа — Изменение логотипа, графического оформления и концепции российского развлекательного телеканала «2х2»[51].
- 20 августа — Запуск нового регионального телеканала республики Коми «Известия Сыктывкар»[52].
- 24 августа — Смена логотипа и графического оформления украинского «Нового канала»[53].
- 26 августа — Переход российского развлекательного телеканала «Сарафан» на вещание в формате 16:9[54].

### Сентябрь
- 1 сентября 
  - Переход российского сериального телеканала «Русский детектив» на вещание в формате 16:9[54].
  - Ребрендинг спортивного телеканала «КХЛ HD» в «KHL Prime»[55].
  - Ребрендинг спортивного телеканала «КХЛ ТВ» в «KHL» и его переход на вещание в формате высокой чёткости (HD)[55][56].
- 13 сентября
  - Ребрендинг и смена логотипа телеканалов MTV по всему миру.

### Октябрь
- 1 октября 
  - Начало вещания телеканала о классической музыке, опере и балете «Classic Music»[57].
  - Прекращение вещания регионального телеканала «ТВ 43 Регион»[58].
  - Прекращение вещания телеканала Skyleaf Eco TV, посвящённого экологии[59].
  - Изменение логотипа и графического оформления спортивного телеканала «Старт»[60].

### Ноябрь
- 1 ноября
  - Изменение логотипа и графического оформления музыкального телеканала «Муз-ТВ»[61].
  - Начало вещания эротического телеканала «Red Lips»[62].
  - Начало вещания развлекательного телеканала «Global Star TV» в стандарте высокой четкости (HD)[63].
- 8 ноября — Изменение логотипа и графического оформления киноканала «TV1000 Русское кино».
- 28 ноября — Изменение логотипа и графического оформления киноканала «TV1000»[64].

### Декабрь
- 1 декабря — Начало вещания российского музыкального телеканала «Bridge Фрэш»[65].
- 11 декабря — Изменение логотипа и графического оформления киноканала «TV1000 Action».
  - Смена графического оформления телеканала «РБК».
- 31 декабря — Прекращение вещания регионального телеканала «Телестанция „Мир“»[66].